# نیامکو سابونی
نیامکو سابونی (به سوئدی: Nyamko Sabuni) (زادهٔ ۳۱ مارس ۱۹۶۹)سیاستمدار اهل سوئد و از ژوئن ۲۰۱۹ رهبر حزب لیبرال آن کشور است. او از سال ۲۰۰۶ تا ۲۰۱۰ به عنوان وزیر یکپارچه‌سازی اجتماعی و از ۲۰۰۶ تا ۲۰۱۳ به عنوان وزیر برابری جنسیتی در دولت سوئد حضور داشته. سابونی از ۲۰۰۲ به عنوان عضو حزب لیبرال نماینده ریکسداگ است. با انتخاب او به عنوان رهبر حزب لیبرال، برای نخستین بار در تاریخ سوئد فردی از یک اقلیت قومی با پیش‌زمینه پناهندگی به رهبری یکی از احزاب حاضر در پارلمان رسید.
سابونی در سال ۱۹۶۹ در بوجومبورا در بوروندی به دنیا آمد. پدر او یک سیاستمدار چپ اهل زئیر بود که در تبعید زندگی می‌کرد. پدر سابونی مسیحی و مادرش مسلمان هستند. خانواده سابونی در سال ۱۹۸۱ با دریافت پناهندگی سیاسی از سوئد به این کشور مهاجرت کردند و در کونگسنگن در شمال استکهلم مستقر شدند. او در دانشگاه اوپسالا در رشته حقوق و در دانشگاه ملاردالن در اسکیلستونا در زمینه سیاست‌های مهاجرتی تحصیل کرده. سابونی خود را بی‌دین می‌داند. او از سال ۲۰۰۴ تا ۲۰۱۲ ازدواج کرده بود و از این ازدواج دو پسر دوقلو دارد.
سابونی از مخالفان حجاب اسلامی برای دختران زیر ۱۵ سال است و در گذشته پیشنهاد کرده برای دختران مدرسه‌ای برای جلوگیری از بریدن آلت زنانه آزمایش اجباری برقرار شود. با توجه به این مواضع انتخاب او به عنوان وزیر یکپارچه‌سازی اجتماعی در سال ۲۰۰۶ با مخالفت بعضی گروه‌های مسلمانان سوئد که او را به اسلام‌هراسی و عوام‌گرایی متهم می‌کردند مواجه شد.